# 博赫纳–矢野定理
在微分几何中，博赫纳–矢野定理(Bochner-Yano theorem)是指紧凑黎曼流形的具有负的里奇曲率张量的等距群是有限的。它因所罗门·博赫纳和矢野健太郎1953年出版的著作而命名。